# 木村蒹葭堂

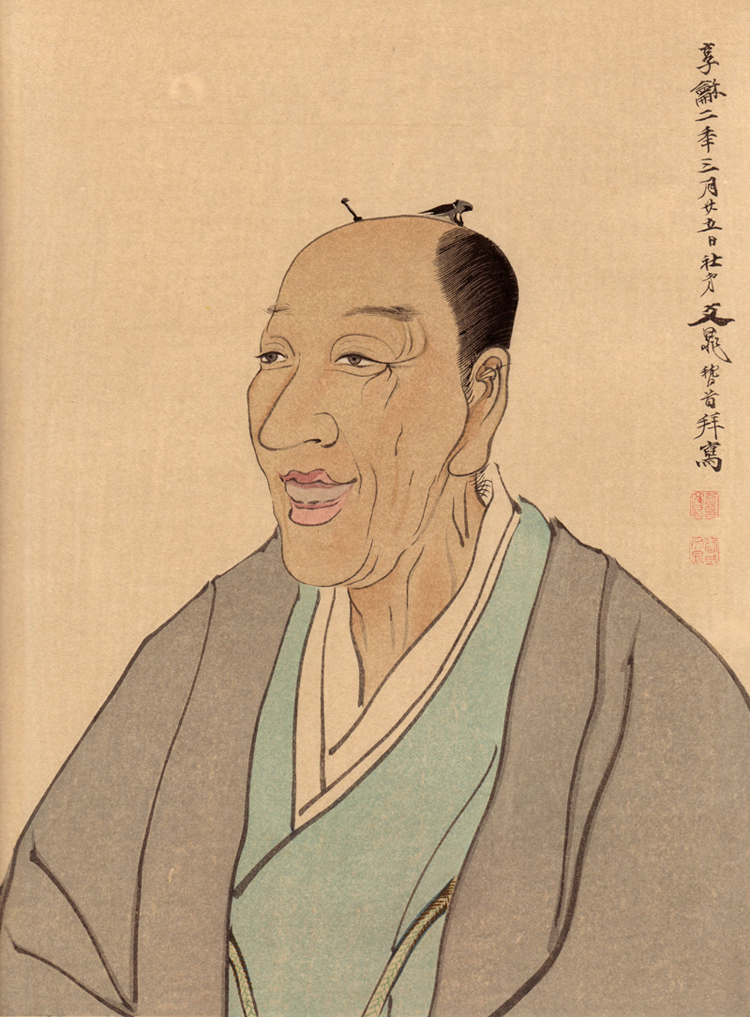
木村蒹葭堂像，谷文晁绘

木村蒹葭堂（日语：／，1736年12月29日（元文元年11月28日）—1802年2月27日（ 享和2年1月25日）），是日本江户時代中期的文人、文人画家、本草学者、藏書家、收藏家。名孔恭（孔龔）、幼名太吉郎（多吉郎）、字世肅、号蒹葭堂、巽斎（遜斎）、通称为坪井屋（壺井屋）吉右衛門。他是大坂北堀江瓶橋北詰的酿酒厂与仕舞多屋（房租与酒株贷款）商人的長子。

## 生平
相傳蒹葭堂幼時體弱多病，在父親的鼓勵下種植花草樹木調濟身心，結果因此培養出對博物學的興趣。10餘歲時即顯現出早熟的天賦，因能自作漢詩、書畫而令周遭的大人為之驚訝；15歲時父親過世，在繼承家業後繼續鑽研學問。21歲結婚，23歲時廣招文士創辦延續至今的詩文創作團體「混沌詩社」的前身「蒹葭堂會」，並連續主辦了8年的年會。
於在世時即以精通荷蘭語、拉丁語、藥物學、物產學、文學、禪宗等多方面知識，對茶道、書畫、篆刻等風雅之道亦表現出興趣與才能的博學多才之人聞名，近年更以「浪速的知識巨人」之名受到高度評價。由於擁有豪商的財力作為後盾，不但積極資助出版業，更大量地搜集書畫、骨董、書籍、地圖、礦物、動植物標本而成為當世聞名的大蒐藏家。由於許多人慕其名氣與蒐藏品而來，蒹葭堂在文化界建立了極廣汎的交友關係(其日記『蒹葭堂日記』所記下的來訪者總數多達9萬人)，為數眾多的詩人、作家、學者、醫者、本草學者、絵師乃至大名以其為中心，發展出如同近代歐洲沙龍般的藝文交流圈。
然而蒹葭堂本人在寛政2年（1790年）55歳時遭密告超額私釀酒品，雖經查明係屬下宮崎屋的單純過失造成的不實指控，但蒹葭堂仍因監督不周之責遭到了免除町年寄役一職的不名譽處分(後世一般認為這是寬政改革期間打擊大阪商人勢力的行為)，遭此打擊的蒹葭堂因此一度離開大阪，接受曾受教於他的伊勢長島城主増山雪斎的蔽護移居伊勢長島川尻村，2年後重返大阪後在船場吳服町改經營文具店生意，並成功的在商界東山再起。
享和2年（1802年）去世。享年67。死後其龐大的藏書由幕府開設的公立學校昌平坂学問所接收，目前其中的一部仍由日本內閣文庫繼承收藏。

## 从師于
- 大岡春卜（日本画：狩野派） 5歳 - 6歳のころ
- 柳沢淇園（南画）粉本の模写　8歳
- 片山北海（漢学・漢詩・儒学）　11歳
- 津島桂庵（本草学）12歳
- 鶴亭（黄檗山禅僧、南画：花鳥画）12歳
- 池大雅（南画）　13歳
- 小野蘭山（本草学・植物学）50歳

## 交友、訪客

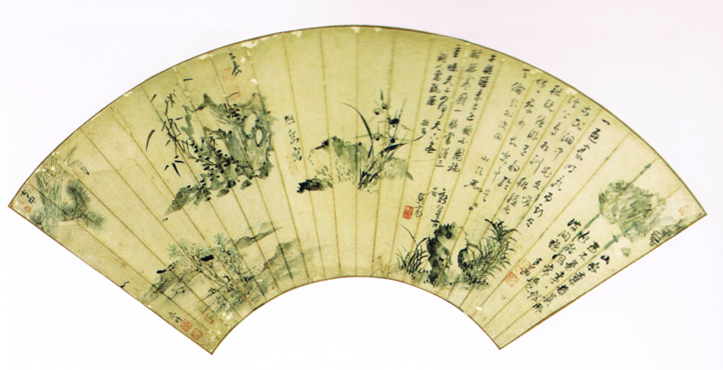
大坂文人合作扇面

| - 葛子琴 - 篠崎三島 - 佐々木魯庵 - 江村北海 - 加藤謙斎 - 高芙蓉 - 曽谷学川 - 木内石亭 - 趙陶斎 - 中井竹山 | - 加藤宇万伎 - 十時梅厓 - 三好正慶尼 - 福原五岳 - 野呂介石 - 青木夙夜 - 林閬苑 - 上田耕夫 - 森周峯 - 浜田杏堂 | - 八木巽処 - 建部綾足 - 龍草廬 - 与謝蕪村 - 伊藤若冲 - 円山応挙 - 大典顕常 - 岡田米山人 - 田能村竹田 - 頼山陽 | - 清水六兵衛 - 売茶翁 - 頼春水 - 上田秋成 - 本居宣長 - 佐藤一斎 - 細合半斎 - 皆川淇園 - 山岡浚明 - 高山彦九郎 | - 海保青陵 - 司馬江漢 - 大槻玄沢 - 大高元恭 - 小野蘭山 - 青木木米 - 谷文晁 - 浦上玉堂 - 松浦静山 - 朽木昌綱 | - 桑山玉州 - 大田南畝 - 草間直方 - 最上徳内 - 六如慈周 - 釧雲泉 - 蠣崎波響 - 大原呑響 - 春木南湖 - ベルンハルト・ケルレル | - 戸田旭山 - 大槻磐水 - 橋本宗吉 - 慈雲 - 蒲生君平 - 広瀬臺山 - 岡熊嶽 - 木津屋治郎兵衛 |

## 作品

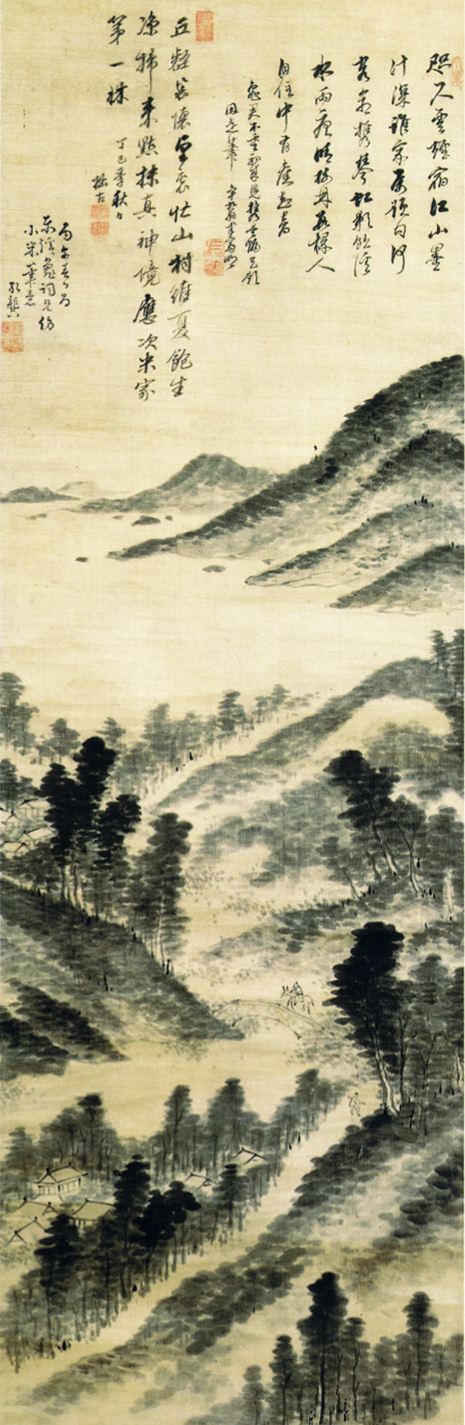
米法山水図

- 明和南宗画帖（1769年） 東京国立博物館蔵
- 山水図（1799年） 大阪市立美術館蔵

## 著書
- 『沈氏画塵』
- 『山海名産図会』
- 『本草植物図彙』
- 『一角纂考』
- 『蒹葭堂日記』

## 相关書籍
- 『浄貞五百介図』平賀源内 写　（序文を書く）
- 『煎茶訣』清葉集 撰 （叙文を書く）
- 『桃源図』仇英　（跋文を書く）
- 『雲根志』木内石亭　（仮名序を書く）
- 『蒹葭堂記』　趙陶斎・中井竹山・加藤宇万枝